# Moses Wetangula
Moses Wetangula (né le 13 septembre 1956), est un homme politique kényan. Ministre des Affaires étrangères du Kenya entre le 10 janvier 2008 et le 27 mars 2010, succédant à Raphael Tuju, puis entre août 2011 et mars 2012.
Il est le président du parti FORD Kenya (en).